# Katarzyna Wielka (serial telewizyjny)
Katarzyna Wielka (ang. Catherine the Great) – brytyjsko-amerykański mini-serial telewizyjny (dramat historyczny) wyprodukowany przez New Pictures oraz Origin Pictures, który został wyemitowany 3 października 2019 roku przez Sky Atlantic, a Polsce na HBO Polska.

## Fabuła
Po śmierci męża Piotra III, Katarzyna Wielka (Helen Mirren) niepodzielnie rządzi Rosją. Ze względu na sposób, w jaki doszła do władzy, swoje niemieckie korzenie oraz płeć musi zmagać się z niechęcią różnych środowisk. Wielu dworzanom nie podoba się jej rozwiązłość i bliska relacja z Grigorim Potiomkinem (Jason Clarke). Romanse i intrygi stanowią tło dla historycznych wydarzeń, które ukształtowały Rosję.

## Obsada

### Główna
- Helen Mirren jako Katarzyna II Wielka[3]
- Jason Clarke jako Grigorij Potiomkin[4]
- Rory Kinnear jako Nikita Iwanowicz Panin[5]
- Gina McKee jako hrabina Praskowja Brius-Rumiancewa[5]
- Kevin R. McNally jako Aleksiej Orłow[5]
- Richard Roxburgh jako Grigorij Orłow[5]
- Joseph Quinn jako Paweł I Romanow[6]
- Clive Russell jako Błazen
- Paul Kaye jako Jemieljan Pugaczow
- Paul Ritter jako Aleksandr Suworow

### Drugoplanowa
- Thomas Doherty jako Piotr Zawadowski
- Iain Mitchell jako Arseniusz (Maciejewicz)
- Georgina Beedle jako Natalia Aleksiejewna
- John Hodgkinson jako Piotr Rumiancew
- Phil Dunster jako Andriej Razumowski
- James Northcote jako Aleksandr Biezborodko
- Antonia Clarke jako Maria Fiodorowna
- Adam El Hagar jako Walerian Zubow

### Gościnne występy
- Lucas Englander jako Wasilij Mirowicz
- Simon Thorp jako Kapitan Danilo Wlasew
- Ellis Howard jako Iwan VI Romanow
- Sam Palladio jako Alexander Wasilchikow[5]
- Andrew Rothney jako Alexander Dmitriew Mamonow
- Aina Norgilaite jako Elena
- Andrew Bone jako Charles-Joseph de Ligne
- Raphael Acloque jako Płaton Zubow
- Felix Jamieson jako Aleksander I Romanow

## Odcinki
| # | Tytuł     | Reżyseria      | Scenariusz     | Premiera Sky Atlantic | Premiera HBO Polska |
| - | --------- | -------------- | -------------- | --------------------- | ------------------- |
| 1 | Episode 1 | Phillip Martin | Nigel Williams | 3 października 2019   | 3 października 2019 |
| 2 | Episode 2 | Phillip Martin | Nigel Williams | 3 października 2019   | 3 października 2019 |
| 3 | Episode 3 | Phillip Martin | Nigel Williams | 3 października 2019   | 3 października 2019 |
| 4 | Episode 4 | Phillip Martin | Nigel Williams | 3 października 2019   | 3 października 2019 |

## Produkcja
Pod koniec stycznia 2018 roku ogłoszono, że tytułową rolę otrzymała Helen Mirren
W lipcu 2018 roku poinformowano, że Jason Clarke wcieli się w Grigorija Potiomkina. Na początku sierpnia 2018 roku ogłoszono, że Joseph Quinn otrzymał rolę jako Pawła I. W październiku 2018 roku poinformowano, że Gina McKee, Rory Kinnear, Richard Roxburgh, Kevin McNally oraz Sam Palladio dołączyli do obsady mini-serialu.

## Nominacje do nagród

### 2020

#### Złote Globy
- najlepsza aktorka w serialu limitowanym lub filmie telewizyjnym Helen Mirren

### Satelity
- najlepsza aktorka w miniserialu, serialu limitowanym lub filmie telewizyjnym Helen Mirren

### Złote Szpule
- najlepszy montaż dźwięku w serialu limitowanym lub filmie niekinowym (Single Presentation)[11]